# Enllaçat dinàmic
Un  enllaç dinàmic  és aquell en el qual una biblioteca de codi és enllaçada quan un determinat programa s'executa, és a dir en temps d'execució (en oposició a un enllaç estàtic, que es produeix en temps de compilació). L'avantatge d'aquest tipus d'enllaç és que el programa és més lleuger, i que evita la duplicació de codi (per exemple, quan dos programes requereixen fer servir la mateixa biblioteca, es necessita només una còpia d'aquesta).
Les biblioteques d'enllaç dinàmic, o biblioteques compartides, solen trobar-se en directoris específics del sistema operatiu, de manera que, cada vegada que un programa necessiti utilitzar alguna, el sistema operatiu conegui el lloc en què es troba, per així poder enllaçar. Això ocasiona alguns problemes de dependències, principalment entre diferents versions d'una mateixa biblioteca.
Molts programes tenen procediments als quals no diuen, excepte en circumstàncies excepcionals. Fent ús de biblioteques d'enllaç dinàmic, després de l'acoblament, podem enllaçar cada procediment en el moment en què és anomenat.